# Unternehmer
Unternehmer ist, wer als natürliche oder juristische Person allein oder gemeinsam mit anderen Mitunternehmern ein Unternehmen betreibt.

## Allgemeines
Im Unterschied zum Manager ist der Unternehmer auch Eigenkapitalgeber. Das Wort ist in diesem Sinne zuerst im 18. Jahrhundert schriftlich bezeugt und gilt als Lehnübersetzung des englischen under-taker unter dem Einfluss des älteren französischen entre-preneur.
Es gibt eine Vielzahl von Erklärungsversuchen im Hinblick auf den Unternehmerbegriff. Neben Volkswirtschaftslehre und Betriebswirtschaftslehre, für die der Unternehmer ein wesentliches Erkenntnisobjekt darstellt, befassen sich auch andere wissenschaftliche Disziplinen wie die Soziologie und verschiedene Gesetze mit dem Begriff des Unternehmers, definieren ihn jedoch höchst unterschiedlich. Das liegt daran, dass es einem bestimmten Gesetz oder einer wissenschaftlichen Disziplin auf einen speziellen Aspekt des Unternehmerbegriffs ankommt, der dem Gesetzeszweck oder der wissenschaftlichen Disziplin dient. So hält das BGB im Unternehmer andere Charakteristiken für wichtig als etwa das Umsatzsteuer- oder Sozialrecht. Vom Unternehmer zu unterscheiden ist der Entrepreneur oder Unternehmensgründer, da dessen unternehmerische Eigenschaften lediglich bei Unternehmensgründung eine Rolle spielen. Nach der Gründungsphase wird der Entrepreneur zum Unternehmer.

## Volkswirtschaftslehre
In der Volkswirtschaftslehre wird die Unternehmerleistung als Produktionsfaktor verstanden. Die drei klassischen Produktionsfaktoren Boden, Arbeit und Kapital vermögen allein noch nicht die Herstellung von Produkten zu bewirken. Es muss noch eine dispositive, kombinierende Leistung hinzutreten, nämlich die Unternehmerleistung. Sie gehört seit 1845 durch Jean-Baptiste Say zu den Produktionsfaktoren: „Der Unternehmer erscheint als der Hauptagent der Produktion, als derjenige, der das Gebilde, das die Unternehmung darstellt, in den Markt, den volkswirtschaftlichen Gesamtprozess, einordnet“. Sie umfasst die Erkenntnis der Chancen, sich in das Leistungsgefüge der Wirtschaft einzuschalten, einen darauf beruhenden Erwerbswirtschaftsplan durchzuführen und das mit ihm verbundene Risiko des Fehlschlagens zu tragen. Wegen ihrer besonderen Arbeitsinhalte gehört die Unternehmerleistung nicht zum Faktor Arbeit. Sie ist eine schöpferische Leistung bei der Durchsetzung neuer Kombinationen von Produktionsfaktoren und durch Risikoeinsatz charakterisiert. Joseph Schumpeter baute seine Wirtschaftstheorie 1949 zentral auf dem aktiven, gestaltenden, dynamischen Element der Unternehmerleistung auf, die innovativen Unternehmergeist hervorbringe. Die Unternehmerleistung sorgt erst für die zweckmäßige Kombination der anderen Produktionsfaktoren und bringt Risiko und Verantwortung gegenüber den Arbeitnehmern mit sich. So wie der Produktionsfaktor Arbeit als Faktoreinkommen Lohn erzielt, erwirtschaftet die Unternehmerleistung den Unternehmerlohn (Gewinn).

## Betriebswirtschaftslehre
Der Unternehmer wird durch die von ihm wahrgenommenen unternehmerischen Funktionen beschrieben. Hierzu gehören Attribute wie Selbständigkeit, Weisungsbefugnis, Wagnis, Organisations-, Leitungs- und Planungsfähigkeiten. Danach sind Unternehmer Personen, die eine Unternehmung selbständig und verantwortlich nach eigenem Wirtschaftsplan und auf eigene Gefahr leiten. Unternehmerische Tätigkeit ist also stets mit Risiken (Wagnissen) verbunden. Während Dieter Schneider die institutionellen Aspekte der Unternehmertätigkeit in den Vordergrund rückt, verwendet Erich Gutenberg insbesondere eine produktionstheoretisch orientierte Perspektive. Schneider definiert wie folgt: „Wer die Ziele erst im einzelnen festlegen, die Mittel suchen, die Handlungsmöglichkeiten in ihren Beiträgen zu den Zielen und ihrer Mittelbeanspruchung erforschen muss, wer sich dann für eine Handlungsmöglichkeit entscheidet und sie verwirklicht, den nennen wir ‚Unternehmer‘“. Dagegen stellen für Gutenberg unternehmerische Entscheidungen das konstitutive Element des Unternehmers dar. Unternehmerische Entscheidungsbereiche sind die betrieblichen Funktionen Beschaffung, Produktion, Vertrieb, Finanzierung und Personalpolitik. Unternehmer im engeren Sinne sind Gewerbetreibende, Freiberufler, Land- und Forstwirte, Vermieter und Personen, die Lizenzen oder vergleichbare Rechte vergeben.

### Einzelunternehmer
Ein Unternehmer übt eine gewerbliche oder berufliche Tätigkeit selbständig aus. Seinen erwirtschafteten Gewinn muss er nicht mit Partnern teilen. Er kann über Privatentnahmen allein entscheiden. Demgegenüber trägt er auch den Verlust des Unternehmens und das Unternehmersrisiko allein. Er muss die nötigen Finanzmittel allein bereitstellen und trägt für seine Entscheidungen die alleinige Verantwortung. Für die Verbindlichkeiten seines Unternehmens haftet er mit seinem gesamten Vermögen (Betriebsvermögen und Privatvermögen).

### Mitunternehmer
Mitunternehmer ist ein steuerrechtlicher Begriff, der insbesondere für § 15 Abs. 1 Nr. 2 Einkommensteuergesetz (EStG) eine Rolle spielt. Danach und nach der Rechtsprechung des BFH ist Mitunternehmer, wer aufgrund eines Gesellschaftsverhältnisses zusammen mit anderen Personen Unternehmerinitiative entfalten kann und ein Unternehmerrisiko trägt.

### Anteilseigner
Anteilseigner nach § 2 Mitbestimmungsgesetz sind die Aktionäre von Aktiengesellschaften, Kommanditaktionäre von Kommanditgesellschaften auf Aktien, Gesellschafter von Gesellschaften mit beschränkter Haftung, Gewerken von bergrechtlichen Gewerkschaften mit eigener Rechtspersönlichkeit und Genossen von Erwerbs- und Genossenschaften. Anteilseigner gelten erst bei einer maßgeblichen Kapitalbeteiligung von über 75 % (qualifizierte Mehrheitsbeteiligung) als Unternehmer, weil sie dann Einfluss auf das wirtschaftliche Handeln eines Unternehmens ausüben können. Ob bei Publikumsgesellschaften die „Unternehmer (der Vorstand) und Anteilseigner verschiedene Personen“ sind – wie Dieter Schneider pauschal behauptet, hängt deshalb von der Höhe der Beteiligungsquote ab.

## Deutschland
Im deutschen Recht allgemein gibt es keine einheitliche Definition des Unternehmerbegriffs, sondern vom jeweiligen Gesetzestext abhängige Definitionen.

### Unternehmerbegriff im BGB

#### Allgemeiner Teil
Das Bürgerliche Gesetzbuch (BGB) bietet in § 14 Abs. 1 BGB eine Legaldefinition an. Danach ist Unternehmer jede natürliche oder juristische Person oder rechtsfähige Personengesellschaft, die bei Abschluss eines Rechtsgeschäfts in Ausübung ihrer gewerblichen oder selbständigen beruflichen Tätigkeit handelt. Darunter fallen auch Freiberufler, Handwerker, Landwirte und Kleingewerbetreibende.
Nach § 14 Abs. 1 BGB ist Unternehmer deshalb auch, wer zum Beispiel als Architekt, Steuerberater, Übersetzer oder Zahnarzt tätig ist oder in selbständiger Weise andere Dienstleistungen ausführt. Das Rechtsgeschäft muss aber „in Ausübung“ dieser Tätigkeit vorgenommen werden; kauft der Unternehmer als Privatperson ein Regal für seine Wohnung oder Hundefutter, so ist er Verbraucher.
Von Bedeutung ist die Unternehmereigenschaft insbesondere beim Verbrauchsgüterkauf und Verbraucherdarlehensvertrag sowie für den Schutz des Verbrauchers nach den Allgemeinen Geschäftsbedingungen.

#### Werkvertrag
In der Regelung des Werkvertrages im Besonderen Teil des Schuldrechts (§ 631 BGB) findet sich eine andere Definition des Unternehmers. Der Unternehmer ist bei einem Werkvertrag die Partei, die ein mit dem Besteller vertraglich vereinbartes Werk herstellt.
Diese beiden Unternehmerbegriffe im BGB sind nicht deckungsgleich.
In der Rechtspraxis werden statt der Begriffe Unternehmer und Besteller häufig die Begriffe Auftragnehmer und Auftraggeber verwendet, so insbesondere im Baurecht auch in der VOB/B. Dagegen gibt es die Bezeichnung „Unternehmer“ im Baurecht vor allem auch in den Zusammensetzungen Generalunternehmer, Subunternehmer. Die so bezeichneten Unternehmer unterscheiden danach, ob ein Unternehmer gegenüber dem Bauherrn alle Bauleistungen für ein Bauwerk erbringt oder ob er von einem anderen Unternehmer nur zur Erbringung von einzelnen Bauleistungen herangezogen wird. Ein Totalunternehmer übernimmt zusätzlich zu den Bauleistungen auch noch Planungsleistungen.

### Unternehmerbegriff im HGB
Normadressaten des Handelsgesetzbuchs (HGB) sind nur gewerbliche Unternehmer, zu denen nicht die freiberuflichen Unternehmer und Kleingewerbetreibenden gehören. Daraus folgt, dass jeder Kaufmann zugleich auch Unternehmer ist, aber nicht jeder Unternehmer ist Kaufmann. Der Unternehmerbegriff erfasst gerade auch die Kleingewerbetreibenden bis zu einer bestimmten Betriebsgröße und die Freiberufler.
Nach § 84 Abs. 1 HGB ist Unternehmer derjenige, von dem ein Handelsvertreter ständig damit beauftragt ist, Geschäfte zu vermitteln oder in dessen Namen abzuschließen.

### Unternehmerbegriff im Steuerrecht
Unternehmen müssen ihre Steuererklärungen in der Bundesrepublik Deutschland elektronisch mit ELSTER einreichen.
Das deutsche Umsatzsteuergesetz definiert Unternehmer wie folgt (§ 2 Abs. 1 Satz 1 und 3 UStG):

„Unternehmer ist, wer eine gewerbliche oder berufliche Tätigkeit selbständig ausübt. Gewerblich oder beruflich ist jede nachhaltige Tätigkeit zur Erzielung von Einnahmen, auch wenn die Absicht, Gewinn zu erzielen, fehlt.“

- „ist, wer“ umfasst natürliche und juristische Personen sowie Personengesellschaften und nichtrechtsfähige wie beispielsweise eine Erbengemeinschaft deren Rechtsfähigkeit noch nicht bestätigt ist. Auch die teilrechtsfähige Gesellschaft bürgerlichen Rechts (GbR) ist Unternehmer, wenn sie gegenüber Dritten tätig wird.
- „nachhaltig“ bedeutet Wiederholungsabsicht.
- „selbständig“ ist im UStG nicht definiert, aber § 2 Abs. 2 UStG bestimmt die Fälle der Unselbständigkeit.

### Unternehmerbegriff im E-Commerce
Als gewerbliche Tätigkeit gilt eine planvolle, auf gewisse Dauer angelegte, selbständige und wirtschaftliche Tätigkeit, die nach außen hervortritt. Daher können auch Einzelpersonen, die mit einem gewissen organisatorischen Mindestaufwand andauernd Waren zum Beispiel bei Ebay verkaufen, Unternehmer sein. Insbesondere ist dies anzunehmen bei sogenannten Powersellern, die mindestens 300 Artikel pro Monat bei eBay verkaufen oder ein eBay-Shop unterhalten. Generell muss dabei zwar der Käufer die Unternehmereigenschaft des Verkäufers beweisen. Ist der andere jedoch Powerseller, findet nach Ansicht des OLG Koblenz eine Beweislastumkehr statt.

### Abgrenzungen
Die Unternehmereigenschaft unterscheidet sich von der Arbeitgebereigenschaft. Unternehmer kann auch sein, wer keine Arbeitnehmer beschäftigt (etwa ein Handelsvertreter), Arbeitgeber kann auch jemand sein, ohne dass er Unternehmer ist (ein Rentner beschäftigt Hauspersonal). Im Normalfall ist der Arbeitgeber jedoch zugleich der Unternehmensträger und das Arbeitsrecht ist gleichsam Innenrecht des Unternehmens.

### Frauenförderung
Um den Anteil an Frauen als Unternehmerinnen zu erhöhen, werden im Land Berlin Informationsveranstaltungen zur Frauenförderung angeboten.

## Österreich

### Unternehmerbegriff im UGB/KSchG
In Österreich hat der Begriff des Unternehmers eine andere Bedeutung. Im Zuge der Reform des Handelsrechts (jetzt: Unternehmensrechts) ist an die Stelle des Begriffs „Kaufmann“ der Begriff des Unternehmers getreten. Nach der Novelle des Unternehmensrechts in Österreich am 1. Januar 2007 stellt das Privatrecht nur noch auf einen gemeinsamen Unternehmerbegriff ab. Dieser findet sich in § 1 UGB, in dem es heißt: „Unternehmer ist, wer ein Unternehmen betreibt.“ Ein Unternehmen wiederum ist jede auf Dauer angelegte Organisation selbständiger wirtschaftlicher Tätigkeit, mag sie auch nicht auf Gewinn gerichtet sein. Unter diese Definition fallen also neben Freiberuflern wie Architekten oder Ärzten auch wohltätige Organisationen, jedoch sind Angehörige der Freien Berufe sowie Land- und Forstwirte grundsätzlich vom Anwendungsbereich des 1. Buches des UGB ausgenommen (§ 4 Abs 2 und 3 UGB), sie können sich diesem aber freiwillig unterwerfen (optieren), Voraussetzung ist die Eintragung im Firmenbuch. Die Definition des Unternehmers im KSchG ist nahezu wortgleich und wird von Rechtsprechung und Lehre gleichermaßen als identisch angesehen.
Zu dieser allgemeinen Definition kommen Unternehmer kraft Rechtsform sowie kraft Eintragung hinzu. Unternehmer kraft Rechtsform sind laut § 2 UGB Aktiengesellschaften (AG), Gesellschaften mit beschränkter Haftung (GesmbH), Erwerbs- und Wirtschaftsgenossenschaften, Versicherungsvereine auf Gegenseitigkeit, Sparkassen, EWIV, SE sowie SCE. Unternehmer kraft Eintragung hingegen sind nach § 3 UGB zu Unrecht in das Firmenbuch eingetragene Personen, die unter dieser Firma handeln. Nicht im UGB, aber aufgrund der Lehre von der Rechtsscheinhaftung sowohl von Lehre als auch von der Rechtsprechung vertreten, ist der Unternehmer kraft Auftretens. Dieser tritt im Geschäftsverkehr zu Unrecht als Unternehmer auf und muss sich bei bestimmten Rechtsfolgen als Unternehmer behandeln lassen.
Vom Unternehmerbegriff des UGB zu unterscheiden ist weiters der Unternehmerbegriff des Umsatzsteuergesetzes, der im Wesentlichen mit der deutschen Terminologie (siehe oben) übereinstimmt.